# Longfellow House–Washington’s Headquarters National Historic Site
Das Longfellow House–Washington's Headquarters National Historic Site ist eine Gedenkstätte in Cambridge, im US-Bundesstaat Massachusetts, die sowohl an die Belagerung von Boston im Amerikanischen Unabhängigkeitskrieg, als auch an den Poeten Henry W. Longfellow erinnert. Das Gebäude diente während der Belagerung George Washington 1775/76 als Hauptquartier und wurde von 1837 bis zu seinem Tod 1882 von Henry W. Longfellow bewohnt, der die wesentlichen Teile seines Werkes während dieser Zeit verfasste. Es ist heute als National Historic Site ausgewiesen.

## Beschreibung
Das zweieinhalb-stöckige Gebäude mit doppeltem Walmdach wurde 1759 für John Vassall erbaut. Der unbekannte Architekt orientierte sich wahrscheinlich mittels eines klassischen Handbuchs am Palladianismus, der seinerseits als Teil des Klassizismus auf die Renaissance und die Antike verweist. Die fünfachsige Hauptfassade weist einen kleinen Architrav über der Tür, einen Dreiecksgiebel in der Mittelachse und vier mächtige Pilaster im ionischen Stil auf. Die Proportionen der Raumaufteilung nähern sich dem klassischen Verhältnis von 2:1:2, also je zwei Räume zu beiden Seiten der zentralen Eingangshalle, mehrere Wände weichen aber ohne erklärbaren Grund davon ab. Pro Stockwerk ergeben sich damit vier Haupträume. Mit der Halle, Nebenräumen und den Zimmern im Dachgeschoss kommt das Haus auf insgesamt 18 Räume.
Die Umsetzung gilt als grob und wenig exakt. Der linke Schornstein ist nicht lotrecht, mehrere Wände der zwei Treppen enthaltenden Eingangshalle sind schief, der Boden und die Wandtäfelung des Speisesaals weisen deutliche Unebenheiten auf. Die Verteilung von Fenstern, Balustraden und Pfeilern zeigen kein Verständnis des Architekten von den klassischen Vorbildern. Der Gesamteindruck wird von einer Architektur-Kritikerin als „dekorativ und modisch im Stil der Zeit, aber weder einheitlich, noch eindrucksvoll oder besonders elegant“ beschrieben.
Dennoch war das Gebäude für die Zeit außergewöhnlich aufwendig und insbesondere die vielen, großen und teuren Fenster trugen zum großzügigen und lichtdurchfluteten Eindruck bei. Deshalb wurde das Bauwerk stilprägend für die Kolonialarchitektur in Nordamerika und insbesondere für die nordamerikanische Varianten des Georgianischen Stil. Die Architektur des Gebäudes ist eine der am häufigst kopierten in den Vereinigten Staaten.

## Geschichte
Das Haus wurde auf einem wesentlich größeren Grundstück von ursprünglich 30 Hektar für John Vassall außerhalb der Stadt Boston am Hang über dem Charles River errichtet. Mit sechs anderen Anwesen in der unmittelbaren Umgebung bildete es einen Teil von Cambridge, der aufgrund der loyalistischen Gesinnung seiner Besitzer Tory Row genannt wurde. Vassall war ein wohlhabender Handelsherr, Major in der örtlichen Miliz und Sohn eines Abgeordneten im General Court von Massachusetts, der damaligen Legislative.
Als Vassall im Rahmen der Revolution als Anhänger der britischen Krone im September 1774 zunächst nach Boston und 1776 aus der britischen Kolonie Massachusetts nach Kanada vertrieben wurde, wurde das Haus von den Revolutionären beschlagnahmt und nach den Gefechten von Lexington und Concord und der Schlacht von Bunker Hill kurzzeitig als Armee-Krankenhaus benutzt. Danach diente es Colonel John Glover und anschließend von Juli 1775 bis April 1776 der Patriotischen Continental Army unter dem späteren ersten US-Präsidenten George Washington als Hauptquartier.
In den 1790er Jahren kaufte Andrew Craigie, ein früherer Offizier in Washingtons Armee und späterer Produzent und Großhändler von medizinischen Geräten und Materialien das Gebäude. Er erweiterte den Bau und gestaltete den Garten im Geschmack der Zeit so aufwendig und großzügig, dass das Haus in der Folge als Craigie Castle bekannt wurde. Seine Aufwendungen für das Gebäude gelten als Hauptgrund für seine Verschuldung, durch die sein Unternehmen in Schwierigkeiten geriet. Nach seinem Tod 1819 wurde das Grundstück aufgeteilt und die abgetrennten Grundstücke mit eigenen Häusern bebaut und verkauft. Seine Witwe nahm bis zu ihrem Tod 1841 Mieter in das Haus auf.
Als einer der Mieter kam Henry Longfellow, Literaturprofessor der Harvard University 1837 in das Haus. 1843 heiratete er Frances Appleton, genannt Fanny, aus einer wohlhabenden Familie, deren Vater, der Unternehmer und Politiker Nathan Appleton, das Haus und ein zweites Garten-/Park-Grundstück jenseits der Straße am Flussufer kaufte und seiner Tochter zur Hochzeit schenkte. Die Longfellows waren fasziniert von der Geschichte des Hauses und fühlten sich verpflichtet, seine Bausubstanz und die erhaltenen Teile der Einrichtung zu bewahren. Dieser Wunsch wurde noch verstärkt, als das Umfeld des Besitzes sich langsam vom ländlichen Charakter zur Vorstadt entwickelte. Die Familientradition setzte diesen Gedanken an die weitgehende Bewahrung des ursprünglichen Zustands fort, so dass das Haus bis in das 20. Jahrhundert als Craigie House bekannt blieb. Nach dem Tod Longfellows teilten seine Erben 1888 das Grundstück weiter auf und bauten ihre eigenen Häuser. So entstand die Grundstücksgrenze der heutigen Gedenkstätte. Longfellows älteste Tochter Alice Mary Longfellow bewohnte und bewahrte das Haupthaus bis zu ihrem Tod 1928.
1913 wurden Haus und Grundstück in eine Stiftung überführt. Am 29. Dezember 1962 wurde Longfellow House ein National Historic Landmark, am 15. Oktober 1966 in das National Register of Historic Places aufgenommen und am 9. Oktober 1972 durch Beschluss des Kongresses als Schenkung der Longfellow Stiftung an die Bundesregierung und den National Park Service übernommen sowie als nationale Gedenkstätte Longfellow National Historic Site eingerichtet. Um die besondere Rolle des Hauses während des Unabhängigkeitskrieges zu würdigen, wurde die Gedenkstätte 2010 in den heutigen Namen Longfellow House–Washington's Headquarters National Historic Site umbenannt. Das Programm der Ausstellungen und Führungen hatte schon seit geraumer Zeit sowohl Longfellow und sein Werk als auch Washingtons Aufenthalt nebeneinander berücksichtigt.
Im Haus befinden sich mehrere bedeutende Sammlungen, darunter die historische Bibliothek Longfellows mit über 12.000 Büchern und die weitgehend erhaltenen Möbel, Kunstwerke und Gegenstände einer prominenten und wohlhabenden Familie Neu-Englands im 19. Jahrhundert. Darunter befinden sich auch eine Sammlung seltener Fotos, die Henry Longfellows Sohn Charles Longfellow auf einer langen Reise von 1871 bis 1873 als einer der ersten westlichen Besucher in China und Japan gemacht hat.

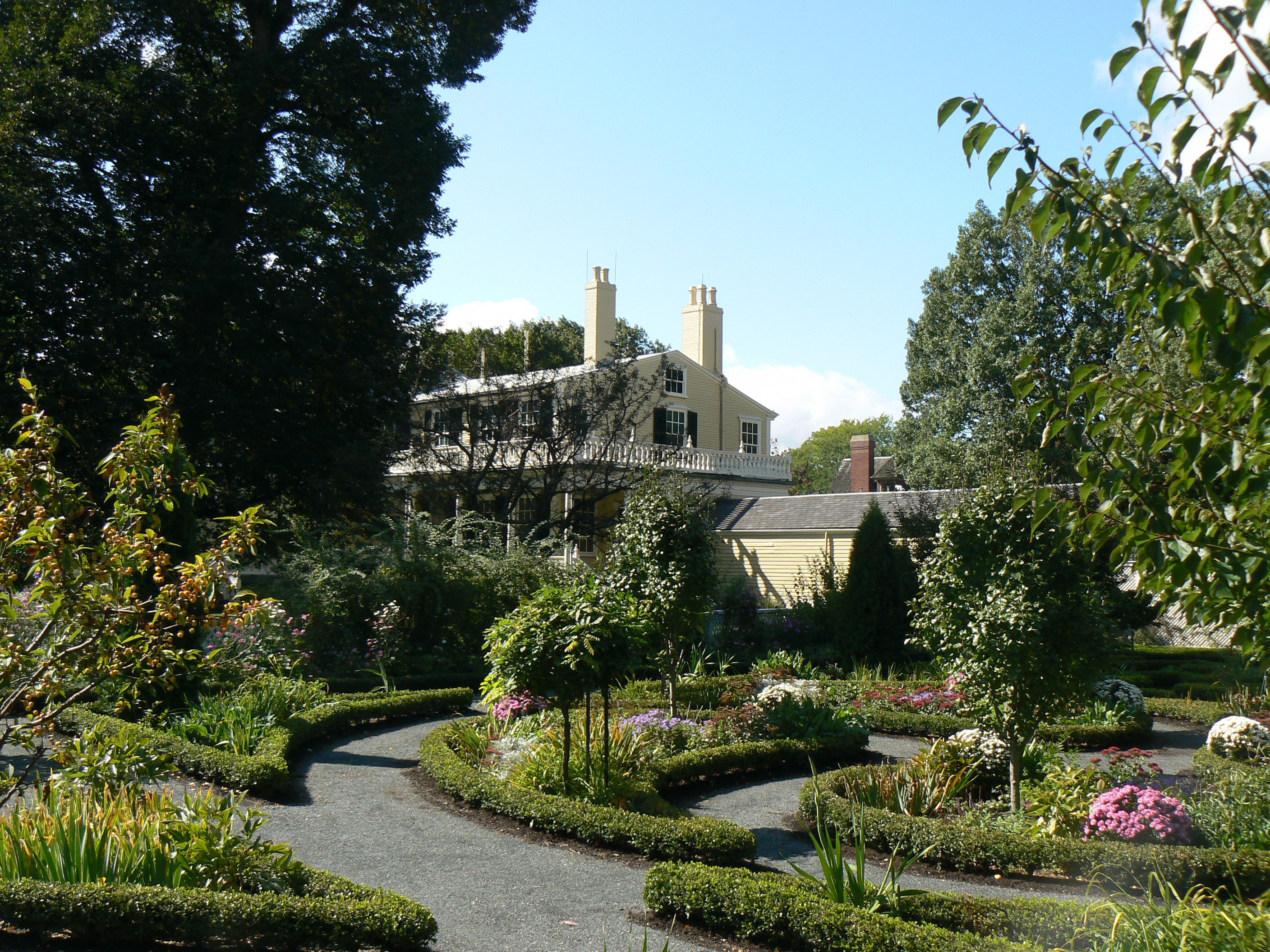
Gartenanlage der Gedenkstätte

Zu Haus und Gedenkstätte gehört ein großzügiger Garten, der für die Öffentlichkeit tagsüber frei zugänglich ist.